# Nyitradivék
Nyitradivék (szlovákul Diviaky nad Nitricou) község Szlovákiában, a Trencséni kerületben, a Privigyei járásban. Bastyánka, Bélamácsó, Besznyákfalva, Divékbanka, Divékjánosi és Pusztaszomorfalu tartozik hozzá.

## Fekvése
Privigyétőltól 17 km-re nyugatra, a Nyitrica-patak partján fekszik.

## Története
A bronzkorban a lausitzi kultúra erődített települése állt ezen a helyen, majd a 10-12. században szláv település volt itt.
A valószínűleg a 12. században épült Mindenszentek tiszteletére szentelt templomát már 1232-ben említik, míg a mai települést 1246-ban „Dywek” alakban írják először. 1271-ben „Deuek” néven találjuk. Egykori várát 1302-ben említik. A Divék nemzetség ősi birtoka. 1342-ben „Egyhazdiak”, 1407-ben „Eghazasgywek” néven szerepel az oklevelekben. 1553-ban 6 és fél portával adózott. 1715-ben 13 háztartás található a településen. 1753-ban 33 háztartása létezett, abból 23 jobbágy, 5 napszámos, 2 szabad és 3 bérlő volt. 1778-ban malmot, 26 házat és 171 lakost számláltak a községben. 1783. június 29-én tűzvész tört ki, melyben a templom teteje és tornyai leégtek.
A 18. század végén Vályi András így ír róla: „DIVÉK. Divjaki. Tót falu Nyitra Vármegyében, földes Ura Báró Splényi Uraság, lakosai katolikusok, fekszik Bajmótztól egy jó mértföldnyire, határja közép termékenységű, ’s tulajdonságaira nézve lásd Divék Újfalut, mellyhez hasonló, második Osztálybéli.”
1826. június 1-jén a templom északi tornya szenvedett károkat. 1828-ban 43 házában 305 lakos élt, akik mezőgazdasággal, gyümölcstermesztéssel és idénymunkákkal foglalkoztak.
Fényes Elek 1851-ben kiadott geográfiai szótárában így ír a faluról: „Divék, (Divjaki), Nyitra m. tót falu, a Valaszka pataka mellett: 305 kath. lak. Kath. paroch. templommal. F. u. a Divéki és Rudnay familia. Ut. p. Privigye.”
A 19. század közepén csatolták hozzá Bastyánkát és Pusztaszomorfalut. 1866-ban 18, 1875-ben 15 áldozata volt a kolerajárványnak. A 19. század végén 3 nagybirtokosa volt a falunak. Ekkoriban téglagyár üzemelt a községben.
Borovszky Samu monográfiasorozatának Nyitra vármegyét tárgyaló része szerint: „Nyitra-Divék, Bastyánka faluval egyesített község a rudnói völgyben, a Rokos-hegy lábánál, a Belanka-patak mellett fekvő tót község 405 r. kath. vallásu lakossal. Postája Nyitra-Rudnó, távirója Privigye, vasúti állomása Nyitra-Novák. Nevezetes a románkori kéttornyu r. kath. temploma. Építésének ideje pontosan meg nem állapítható. Az építkezés modora és tornyainak elhelyezése a XI. századra utalnak. Hogy a XII. században már fennállott, okiratilag igazolható. Érdekes a templom kapuja is, patkó-alakú, kovácsolt vasból készült díszítéseivel. Orgonája 1673-ból való. A templom, melynek eredeti alakját és építési jellegét a gyakori javítások és átalakítások elrontották, kőfallal van körülvéve. A község nyugoti határában fekvő Kis- és Nagy-Hrádek nevü két nagyobb dombon hajdan kisebb váracsok állottak, melyeknek nyomait az ott még ma is található, mészbe rakott kő- és téglamaradványok mutatják. A Hrádek-hegy keleti lejtőjén több, 2-3 és 20-30 méter átmérőjű cromlechszerű kőkerítések, az e környéken található kőkori emlékek, azt a feltevést látszanak igazolni, hogy itt cromlechek voltak, melyekről eddig azt hitték, hogy Magyarországon hiányoznak. A Pozsonymegyében fölfedezett állitólagos cromlechek legalább nem bizonyultak annak. A Divéki család egyik ágának birtokában régi nevezetes oklevelek voltak az Árpádházi királyok idejéből, de a leveles ládát tűz pusztította el. Vindisch István divéki lakos tulajdonában azonban sok régi, köztük számos magyar nyelvü, érdekes okirat van a XVI. századból; de a szintén itt lakó Divéki Ignácz is számos családtörténeti vonatkozásu oklevelet őriz. Földesurai már a XIII. század elején a Divék (Deveck) nemzetség és később az ebből származó Ujfalussyak és Rudnayak voltak. A községhez csatolt Beznákfalva-pusztán is volt templom, melyet Beznák Mihály czímzetes püspök, nyitrai kanonok és fivére János építtettek. A mult század végén a templom már oly roskadozó állapotban volt, hogy be kellett záratni; 1811-ben rombolták le. A község határában a Skolka nevű hegyen egy »Klacsna szkala« nevű kősziklában mély barlang van, mely a Jánosik-féle rablóvilág idejében e környéken bizonyos hirhedtségre tett szert.”
A trianoni diktátumig Nyitra vármegye Privigyei járásához tartozott.
1976-ban csatolták hozzá Bélamácsó, Divékbanka és Divékjánosi községeket.

### Bastyánka
A 18. század végén Vályi András így ír róla: „BÁSTYÁNKA. Tót falu Nyitra Vármegyében, birtokosai több Uraságok, lakosai katolikusok, fekszik Divékhez közel, mellynek filiája Bajmócztól mintegy jó mértföldnyire. Határja közép termékenységű.”
Fényes Elek 1851-ben kiadott geográfiai szótárában így ír a faluról: „Bastyánka, tót falu, Nyitra vgyében, a Valaszka vize mellett, 42 kath. lak. F. u. Rudnay és Divéky fam. Ut. p. Privigye.”

### Besznyákfalva
A 18. század végén Vályi András így ír róla: „BESZNYÁKFALVA. Tót falu Nyitra Vármegyében, földes Ura Besznyák Uraság, lakosai katolikusok, igen jó határa van; innen veszi eredetét a’ Besznyák Nemzetség, termésbéli jó tulajdonságaihoz képest, első Osztálybéli.”

## Népessége
| Év:            | 1994. | 2004.   | 2014.   | 2024.   |
| -------------- | ----- | ------- | ------- | ------- |
| Emberek száma: | 1763  | 1798    | 1761    | 1760    |
| Eltérés:       |       | +1,98 % | -2,05 % | -0,05 % |

| Év:            | 2023. | 2024.   |
| -------------- | ----- | ------- |
| Emberek száma: | 1771  | 1760    |
| Eltérés:       |       | -0,62 % |

1910-ben 458-an, többségében szlovák anyanyelvűek lakták, jelentős magyar kisebbséggel.
2001-ben 1811 lakosából 1798 szlovák volt.
2011-ben 1761 lakosából 1745 szlovák volt.
2021-ben 1761 lakosából 2 magyar, 1723 (+3) szlovák, 10 (+4) egyéb és 26 ismeretlen nemzetiségű volt.

## Neves személyek
- Beznákfalván született 1702-ben Beznák Mihály fárói címzetes püspök.[7]
- Beznákfalván született 1830-ban Brogyányi Jenő 1848-as százados, megyei hivatalnok.
- Itt szolgált Jeszenszky Alajos (1849-1921) kanonok, címzetes apát, vikárius, szentszéki jegyző, pápai prelátus és numizmatikus.

## Nevezetességei
- A Mindenszentek tiszteletére szentelt római katolikus templomát 1232-ben említik, valószínűleg a 12. században építették. A 15. században késő gótikus stílusban építették át. A 18. század második felében részben barokkizálták, utoljára 1936-ban restaurálták. 1638-ban készített keresztelőmedencéje van. Orgonáját 1927-ben építették. Sírboltjában a divékujfalusi Ujfalussy család több tagja van eltemetve.

## Lásd még
- Bélamácsó
- Divékbanka
- Divékjánosi
- Pusztaszomorfalu